# La Chapelle-sur-Erdre
La Chapelle-sur-Erdre è un comune francese di 17 851 abitanti situato nel dipartimento della Loira Atlantica nella regione dei Paesi della Loira.

## Storia

### Simboli
Lo stemma comunale è stato adottato il 20 maggio 1980.

## Società

### Evoluzione demografica
Abitanti censiti